# Calamoneta flavigena
Espèce
Calamoneta flavigena est une espèce d'araignées aranéomorphes de la famille des Cheiracanthiidae.

## Distribution
Cette espèce est endémique d'Australie. Elle se rencontre de Cooloola au Queensland à la forêt d'État de Lansdowne en Nouvelle-Galles du Sud.

## Description
La carapace du mâle holotype mesure 4,80 mm de long sur 3,28 mm et l'abdomen 6,16 mm de long sur 2,96 mm et la carapace de la femelle paratype 3,76 mm de long sur 3,04 mm et l'abdomen 5,76 mm de long sur 3,04 mm.

## Systématique et taxinomie
Cette espèce a été décrite par Raven et Hebron en 2024.

## Publication originale
- Raven & Hebron, 2024 : « A review of the spider genus Calamoneta Deeleman-Reinhold, a new genus in the Western Pacific and the genus Eutittha Thorell (Araneomorphae: Cheiracanthiidae). » Memoirs of the Queensland Museum, Nature, vol. 65, p. 82-109.